# Ladies Open Lausanne 2019 - Qualificazioni singolare
Le qualificazioni del singolare del Ladies Open Lausanne 2019 sono state un torneo di tennis preliminare per accedere alla fase finale della manifestazione. Le vincitrici dell'ultimo turno sono entrate di diritto nel tabellone principale. In caso di ritiro di una o più giocatrici aventi diritto a queste sono subentrati le lucky loser, ossia le giocatrici che hanno perso nell'ultimo turno ma che avevano una classifica più alta rispetto alle altre partecipanti che avevano comunque perso nel turno finale.

## Teste di serie
1. Anastasia Potapova (qualificata)
2. Allie Kiick (qualificata)
3. Jasmine Paolini (qualificata)
4. Kristína Kučová (ultimo turno, lucky loser)
5. Chloé Paquet (primo turno)
6. Barbara Haas (qualificata)

1. Giulia Gatto-Monticone (qualificata)
2. Jana Čepelová (primo turno)
3. Han Xinyun (ultimo turno, lucky loser)
4. Kurumi Nara (ritirata)
5. Paula Ormaechea (ultimo turno)
6. Valentini Grammatikopoulou (primo turno)

## Qualificate
1. Anastasia Potapova
2. Allie Kiick
3. Jasmine Paolini

1. Giulia Gatto-Monticone
2. Varvara Gracheva
3. Barbara Haas

### Lucky loser
1. Kristína Kučová

1. Han Xinyun

## Tabellone

### Legenda
| - Q = Qualificato - WC = Wild card - LL = Lucky loser | - ALT = Alternate - SE = Special Exempt - PR = Protected Ranking | - w/o = Walkover - r = Ritirato - d = Squalificato |

### Sezione 1
|  | Primo turno | Primo turno        | Primo turno        | Primo turno | Primo turno |  |  | Ultimo turno | Ultimo turno       | Ultimo turno       | Ultimo turno | Ultimo turno |  |
|  |             |                    |                    |             |             |  |  |              |                    |                    |              |              |  |
|  | 1           | Anastasia Potapova | Anastasia Potapova | 6           | 6           |  |  |              |                    |                    |              |              |  |
|  | Alt         | Erin Routliffe     | Erin Routliffe     | 2           | 4           |  |  | 1            | Anastasia Potapova | Anastasia Potapova | 6            | 6            |  |
|  |             | Diāna Marcinkēviča | 4                  | 7           | 5           |  |  | 11           | Paula Ormaechea    | Paula Ormaechea    | 2            | 1            |  |
|  | 11          | Paula Ormaechea    | 6                  | 5           | 7           |  |  |              |                    |                    |              |              |  |

### Sezione 2
|  | Primo turno | Primo turno     | Primo turno     | Primo turno | Primo turno |  |  | Ultimo turno | Ultimo turno  | Ultimo turno  | Ultimo turno | Ultimo turno |  |
|  |             |                 |                 |             |             |  |  |              |               |               |              |              |  |
|  | 2           | Allie Kiick     | Allie Kiick     | 6           | 6           |  |  |              |               |               |              |              |  |
|  | WC          | Zoe Kruger      | Zoe Kruger      | 4           | 2           |  |  | 2            | Allie Kiick   | Allie Kiick   | 6            | 6            |  |
|  |             | Renata Voráčová | Renata Voráčová | 3           | 3           |  |  | Alt          | Ena Shibahara | Ena Shibahara | 2            | 3            |  |
|  | Alt         | Ena Shibahara   | Ena Shibahara   | 6           | 6           |  |  |              |               |               |              |              |  |

### Sezione 3
|  | Primo turno | Primo turno     | Primo turno     | Primo turno | Primo turno |  |  | Ultimo turno | Ultimo turno    | Ultimo turno    | Ultimo turno | Ultimo turno |  |
|  |             |                 |                 |             |             |  |  |              |                 |                 |              |              |  |
|  | 3           | Jasmine Paolini | Jasmine Paolini | 7           | 7           |  |  |              |                 |                 |              |              |  |
|  | WC          | Joanne Züger    | Joanne Züger    | 63          | 64          |  |  | 3            | Jasmine Paolini | Jasmine Paolini | 7            | 6            |  |
|  | WC          | Leonie Küng     | 1               | 7           | 4           |  |  | 9            | Han Xinyun      | Han Xinyun      | 62           | 1            |  |
|  | 9           | Han Xinyun      | 6               | 5           | 6           |  |  |              |                 |                 |              |              |  |

### Sezione 4
|  | Primo turno | Primo turno            | Primo turno            | Primo turno | Primo turno |  |  | Ultimo turno | Ultimo turno           | Ultimo turno           | Ultimo turno | Ultimo turno |  |
|  |             |                        |                        |             |             |  |  |              |                        |                        |              |              |  |
|  | 4           | Kristína Kučová        | 7                      | 4           | 6           |  |  |              |                        |                        |              |              |  |
|  |             | Kathinka von Deichmann | 5                      | 6           | 3           |  |  | 4            | Kristína Kučová        | Kristína Kučová        | 64           | 4            |  |
|  |             | Alison Bai             | Alison Bai             | 3           | 2           |  |  | 7            | Giulia Gatto-Monticone | Giulia Gatto-Monticone | 7            | 6            |  |
|  | 7           | Giulia Gatto-Monticone | Giulia Gatto-Monticone | 6           | 6           |  |  |              |                        |                        |              |              |  |

### Sezione 5
|  | Primo turno | Primo turno      | Primo turno      | Primo turno | Primo turno |  |  | Ultimo turno | Ultimo turno     | Ultimo turno     | Ultimo turno | Ultimo turno |  |
|  |             |                  |                  |             |             |  |  |              |                  |                  |              |              |  |
|  | 5           | Chloé Paquet     | Chloé Paquet     | 3           | 5           |  |  |              |                  |                  |              |              |  |
|  |             | Varvara Gracheva | Varvara Gracheva | 6           | 7           |  |  |              | Varvara Gracheva | Varvara Gracheva | 6            | 6            |  |
|  |             | Julia Grabher    | 3                | 6           | 6           |  |  |              | Julia Grabher    | Julia Grabher    | 2            | 0            |  |
|  | 8           | Jana Čepelová    | 6                | 3           | 3           |  |  |              |                  |                  |              |              |  |

### Sezione 6
|  | Primo turno | Primo turno                | Primo turno         | Primo turno | Primo turno |  |  | Ultimo turno | Ultimo turno   | Ultimo turno   | Ultimo turno | Ultimo turno |  |
|  |             |                            |                     |             |             |  |  |              |                |                |              |              |  |
|  | 6           | Barbara Haas               | Barbara Haas        | 6           | 6           |  |  |              |                |                |              |              |  |
|  |             | Ganna Poznikhirenko        | Ganna Poznikhirenko | 2           | 2           |  |  | 6            | Barbara Haas   | Barbara Haas   | 6            | 6            |  |
|  | WC          | Pauline Wuarin             | 1                   | 6           | 6           |  |  | WC           | Pauline Wuarin | Pauline Wuarin | 0            | 0            |  |
|  | 12          | Valentini Grammatikopoulou | 6                   | 4           | 3           |  |  |              |                |                |              |              |  |